# Майкл Атія
Майкл Френсіс Атія (англ. sir Michael Francis Atiyah; 22 квітня 1929, Лондон, Велика Британія — 11 січня 2019) — англійський математик. Член Лондонського наукового королівського товариства (1962, в 1990—1995 рр. — його президент), член Паризької академії наук (1978), іноземний член Національної академії наук України, іноземний член Російської академії наук.

## Життєпис
Народився в сім'ї ліванського письменника Едуарда Атії і матері-шотландки. Навчався в Триніті-коледжі Кембриджського університету, де став учнем В. Ходжа.
Основні праці в галузі алгебри (в теорії представлень), алгебраїчній геометрії і особливо алгебраїчній топології, де Атія під впливом робіт А. Гротендіка і в співпраці з Ф. Хирцебрухом створив K-теорію, відмовившись від когомологій як основного гомотопічного інваріанта і замінив їх так званим K-функтором. За допомогою K-теорії Атія разом з Р. Боттом довів теорему Атії-Ботта про нерухому точку і разом з І. Зінгером теорему про індекс еліптичного оператора, яка розв'язала задачу, яку поставив ще І. М. Гельфанд на початку 1950-х років. Атія и Ботт узагальнили класичні результати І. Г. Петровського про гіперболічні рівняння з частинними похідними.
Також важливі роботи Атії з математичної фізики (в галузі калібрувальних полів).
Серед його учнів найбільш відомі С. Дональдсон та Найджел Гітчин.
Президент Пагвошського руху учених (1997—2002).
Один з тих, хто підписали «Попередження науковців людству» (1992).

## Нагороди
- Орден Заслуг (Велика Британія)
- Медаль Філдса (1966)
- Медаль де Моргана (1980)
- Медаль Коплі (1988 як визнання фундаментального внеску в широке коло тем в геометрії, топології, аналізі та теоретичній фізиці)
- Абелівська премія (2004 разом з І. Зінгером).

## Лекції
- Geometry in 2, 3 and 4 Dimensions — Michael Atiyah [Архівовано 4 квітня 2016 у Wayback Machine.] (англ.)
- Sir Michael Atiyah, What is a Spinor ?  [Архівовано 9 квітня 2014 у Wayback Machine.] (англ.)
- The Millennium Prize Problems II [Архівовано 3 квітня 2016 у Wayback Machine.] (англ.)
- Branched coverings and K-theory (англ.)

## Наукові праці
- Монополи. Топологические и вариационные методы. — М. : Мир, 1989. — 584 с.
- Атья М. Геометрия и физика узлов = The geometry and physics of knots. — М. : Мир, 1995. — 186 с.
- Атья М. Лекции по К-теории = K-Theory: Lectures by M. F. Atiayah. — М. : Мир, 1967. — 260 с.
- Атья М., Ботт Р., Гординг Л. Лакуны для гиперболических дифференциальных операторов с постоянными коэффициентами // УМН. — 1984. — Т. 39, вип. 3. — С. 171-224.
- Атья М., Макдональд И. Введение в коммутативную алгебру = Introduction to commutative algebra. — М. : Мир, 1972. — 160 с.
- Атья М., Хитчин Н. Геометрия и динамика магнитных монополей = The geometry and dynamics of magnetic monopoles. — М. : Мир, 1991. — 148 с.